# 甘美媛
甘美媛（うましひめ、生没年不詳）は、飛鳥時代の女性。坂本臣の娘で、河邊瓊缶の妻。

## 生涯
欽明天皇23年 (562年)、任那の滅亡に激怒した欽明天皇は、新羅討伐軍を派遣したが、討伐軍の将軍の一人が河邊臣瓊缶だった。そして、彼の妻である甘美媛も同行した。
しかし、戦いに敗れた河邊臣とその士卒、さらに彼らの妻たちは、ことごとく新羅の武将に捕らえられてしまった。新羅の武将が河邊臣に「命と婦人とどちらが大事か」と問うと、河邉臣は「命の方が大事に決まっている」と答え、甘美媛を含む婦女たちを妾として差し出した。新羅の武将は彼女たちを屋外で凌辱した。
のちに彼女たちは解放され、河邉臣は甘美媛と話そうとしたが、甘美媛は彼を恨んで「あなたはわたしの身体を売りました。どうして会えるでしょうか」と言って口を聞こうとしなかった。